# Rachispoda merga
Rachispoda merga är en tvåvingeart som beskrevs av Wheeler 1995. Rachispoda merga ingår i släktet Rachispoda och familjen hoppflugor. Inga underarter finns listade i Catalogue of Life.